# Burgstall Ginghaus
Der Burgstall Ginghaus ist eine abgegangene mittelalterliche Höhenburg am westlichen Talrand der Waldnaab. Er liegt in einem Waldstück 900 Meter nordöstlich des Ortsteils Scherreuth der Oberpfälzer Gemeinde Kirchendemenreuth; in 200 Meter Entfernung liegt der Parkplatz A 93 Ost der Bundesautobahn 93. Die Bezeichnung Ginghaus könnte von Dinghaus, das wieder von Thing abgeleitet werden kann und Amts- oder Gerichtshaus bedeutet, stammen. Die Anlage wird als Bodendenkmal unter der Aktennummer D-3-6238-0001 im Bayernatlas als „mittelalterlicher Burgstall "Ginghaus"“ geführt. 

## Beschreibung
Aus Richtung Scherreuth kommend findet man einen zwei bis drei Meter tiefen Halsgraben, der etwa die Hälfte der früheren Burg umgibt. In diesem Bereich liegen ungewöhnlich viele Steine, die vermutlich von der Burg stammen. Die Anlage hat einen Durchmesser von etwa 30 Meter, etwa die Hälfte davon ist noch von einer 15 Meter hohen Mauerwand umgeben, die in Richtung der Waldnaab weist. 

## Geschichte

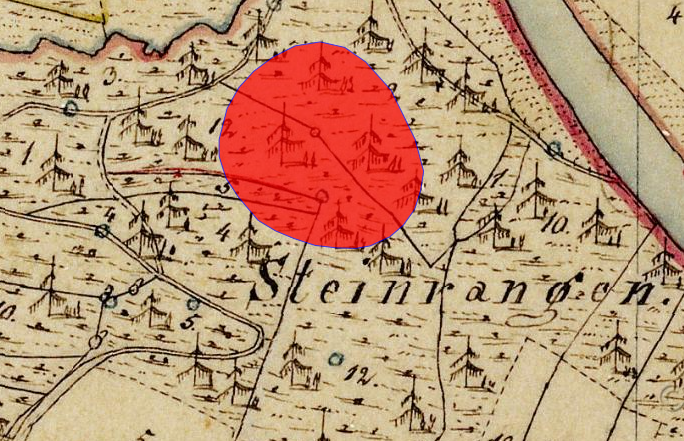
Lageplan des Burgstalls Ginghaus auf dem Urkataster von Bayern

Der Zeitpunkt der Errichtung der Burg ist nicht bekannt, bisweilen wird vermutet, dass es sich um eine Vorfestung der Burg Neuhaus gehandelt hat. Da sich nördlich der Burg und auf dem gegenüberliegenden Ufer der Waldnaab Reste einer Altstraße finden ließen, wurde vermutet, dass die Burg zur Kontrolle eines Überganges über den Fluss diente. Ein drei Meter tiefer und sieben Meter breiter Graben, der von dem Burgstall zum Fluss führt, wird als Zugang zu einer Furt gedeutet. Das Suffix -reuth im Ort Scherreuth weist auf ein Rodungsgebiet des 11./12. Jahrhunderts hin.